# Nunić
Nunić ist ein zur kroatischen Gemeinde Kistanje gehörender Weiler in der Gespanschaft Šibenik-Knin. Die Volkszählung von 2001 ergab für Nunić eine Einwohnerzahl von 105. Nunić ist das einzige Dorf der Gemeinde Kistanje, das schon vor dem Kroatien-Krieg von 1991 bis 1995 eine (katholisch-)kroatische Einwohnermehrheit hatte.

## Geschichte
Während des Krieges floh der überwiegende Teil der jüngeren Menschen aus Nunić und kehrte nicht wieder in die ländliche Gegend zurück. Dadurch überalterte der Ort stark. Schätzungen vom Ende der 1990er-Jahre zufolge lebten damals nicht mehr als 20 Menschen, die jünger waren als 60 Jahre, im Ort. Zerstörungen gab es in Nunić während des Krieges nicht, jedoch wurde in der Folge die Schule des Ortes geschlossen.

## Wirtschaft
Die Haupterwerbsquelle des Ortes sind spärliche staatliche Renten- und Unterstützungszahlungen. Dadurch sind die Bewohner verarmt und teilweise noch im hohen Alter auf Nebenerwerbslandwirtschaft angewiesen. Die Landwirtschaft in der Gegend besteht vornehmlich aus Weinbau.